# Lin-12
Lin-12 ist ein Gen des Wurmes Caenorhabditis elegans, das zusammen mit dem Glucagon-like Peptid 1 (glp-1) Gen für die Proteine Notch/Lin-12 kodiert. Das Gen wurde entdeckt, als man nach Genen suchte, deren Mutationen für eine defekte Vulva des Wurmes (der Wurm ist ein Zwitter) verantwortlich sind. Lin-12 ist wichtig für die Entwicklung der Geschlechtsorgane des Wurmes.
In der Alzheimer-Forschung ist Lin-12 interessant, da der Proteinkomplex Gamma-Sekretase, der Notch/LIN-12 proteolytisch schneidet, ebenfalls den Schnitt des Amyloid-Precursor-Proteins vermittelt.